# Mustapha Bundu
Mustapha Bundu (Freetown, 28 de febrero de 1997) es un futbolista sierraleonés que juega como delantero en el Hannover 96 de la 2. Bundesliga.

## Selección nacional
Fue llamado por primera vez con Sierra Leona en 2019 en un partido de clasificación a la Copa Mundial de Fútbol de 2022 frente a Liberia, perdiendo por 3-1.

## Clubes
Actualizado al último partido disputado el 3 de mayo de 2025.
| Club                      | País       | Año       | Partidos | Goles |
| ------------------------- | ---------- | --------- | -------- | ----- |
| Newquay A. F. C.          | Inglaterra | 2015      | 1        | 2     |
| Hereford F. C.            | Inglaterra | 2015-2016 | 29       | 26    |
| Aarhus GF                 | Dinamarca  | 2016-2020 | 87       | 15    |
| R. S. C. Anderlecht       | Bélgica    | 2020-2023 | 11       | 0     |
| F. C. Copenhague (cesión) | Dinamarca  | 2021      | 14       | 1     |
| Aarhus GF (cesión)        | Dinamarca  | 2021-2022 | 22       | 3     |
| F. C. Andorra (cesión)    | Andorra    | 2022-2023 | 29       | 3     |
| Plymouth Argyle F. C.     | Inglaterra | 2023-2025 | 70       | 14    |
| Hannover 96               | Alemania   | 2025-     |          |       |